# Juan Ramón Arana
Juan Ramón Arana Parrés (Monforte del Cid, Alicante, España, 8 de junio de 1943 — 26 de diciembre de 1993) fue un futbolista español que se desempeñaba como delantero.

## Clubes
| Club                 | País   | Año       |
| -------------------- | ------ | --------- |
| C. E. Sabadell F. C. | España | 1960-1961 |
| Hércules C. F.       | España | 1962-1967 |
| Córdoba C. F.        | España | 1967-1970 |